# 泗罗河
泗罗河，位于中国广西壮族自治区东南部，是北流河左岸支流，发源于桂平市中沙镇沙木村（原中和镇），东北流经容县石头镇、罗江镇、平南县平山镇、藤县岭景镇，于藤县象棋镇道家村汇入北流河。干流长99千米，平均比降2.18‰，流域面积834平方千米。年均径流量4.92亿立方米。